# Пані Боварі
«Па́ні Боварі́» (фр. Madame Bovary) — роман французького письменника Гюстава Флобера, виданий у 1856 році. Спочатку твір мав довшу назву — «Па́ні Боварі́, по́бут прові́нції», іноді роман називають на французький взірець «Мада́м Боварі́». 

## Історія
Гюстав Флобер розпочав писати роман у 1851 році й працював над ним до 1856 року. З 1 жовтня по 15 грудня твір друкували частинами в часописі «La Revue de Paris» у формі фейлетона. У січні 1857 року редактор часопису Леон Лоран-Піша (Léon Laurent-Pichat), видавець та Гюстав Флобер були звинувачені в порушенні публічності, релігійної моралі та добрих звичаїв. У суді Гюстава Флобера захищав адвокат Жюль Сенар. 7 лютого обвинувачених виправдали. Роман здобув шалений успіх серед читачів.
Оноре де Бальзак уже звертався у 1831 році до такого сюжету в романі «Тридцятирічна жінка». Роман був надрукований у видавництві Furne de la Comédie humaine 1842 року і не викликав скандалу.
1949 року за мотивами роману Гюстава Флобера американським режисером Вінсентом Міннеллі був знятий художній фільм «Мадам Боварі».

## Зміст

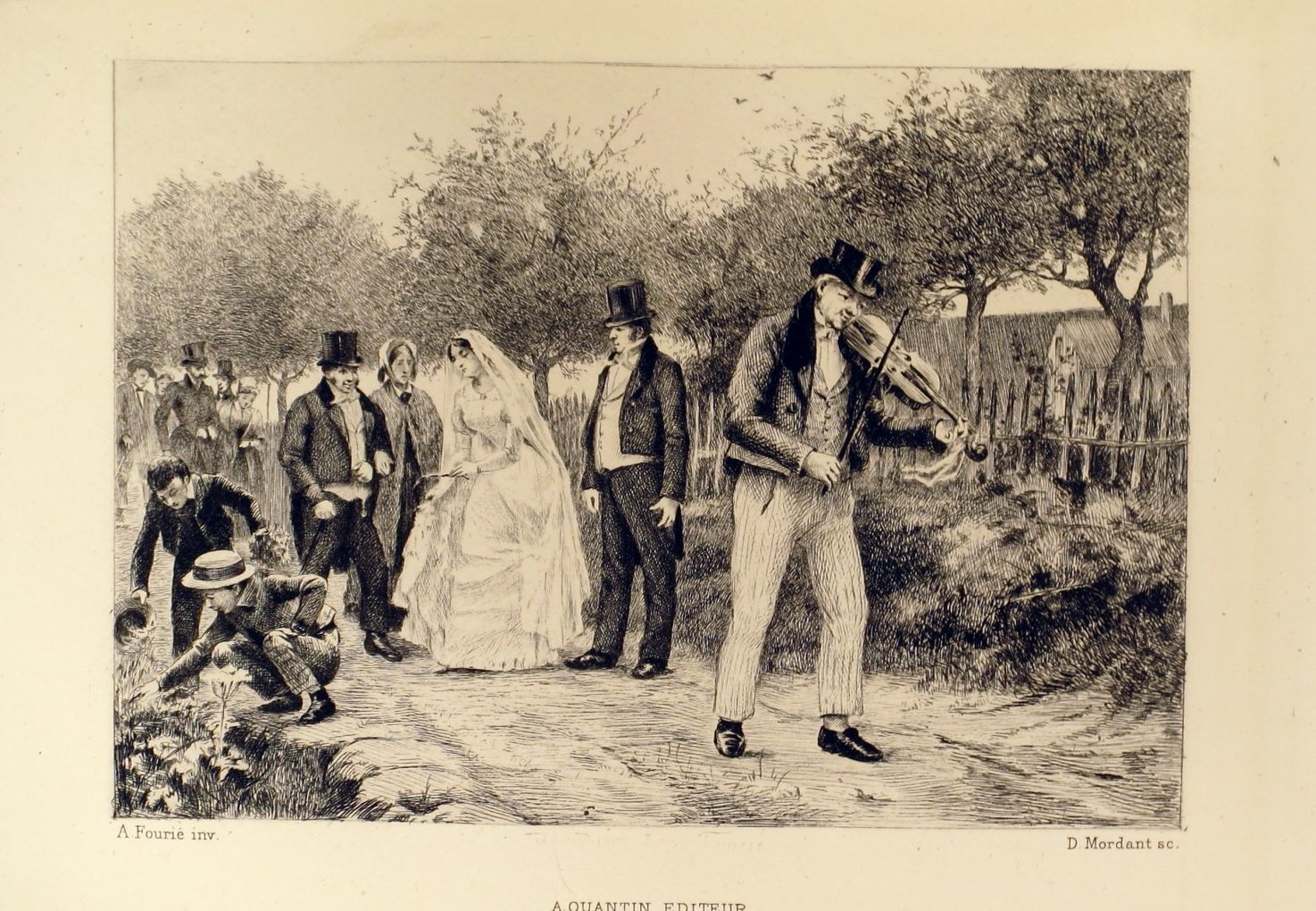
Весілля Шарля та Емми Боварі.

Сюжет роману розповідає життєву історію Емми Боварі, яка, розчарувавшись у законному чоловікові, вступає у позашлюбні зв'язки, аби уникнути заяложеності та нікчемності життя в провінції, що зрештою призводить її до банкрутства і самогубства.
Шарль Боварі — син марнотратного відставного офіцера і розчарованої у житті жінки, яка усі надії покладає виключно на сина. Отримавши з великими труднощами не вельми глибокі медичні знання, Шарль починає практику в провінційному Тості. Після нетривалого шлюбу з набагато старшою за нього вдовою, молодий лікар закохується в дочку місцевого фермера — Емму Руо. Вихована у монастирі на романтичних книжках, непрактична і трохи самовпевнена Емма спроквола відгукується на кохання молодого вдівця. Невдовзі Боварі й Руо одружуються.
Шарль у захваті від молодої дружини, натомість вона зберігає дивну для жінки холоднокровність. За деякий час Емма остаточно розчаровується у Шарлі: скромний, невпевнений у собі, м'який і недопитливий він зовсім не схожий на мужнього лицаря, цікавого мандрівника чи палкого залицяльника. Після чергового розчарування — народження доньки (замість омріяного сина) — Емма спонукає чоловіка переїхати в містечко Йонвіль. Там пані Боварі шукає розради у романтичних мріях про далекі краї та нелицемірне кохання. До того ж у неї з'являється однодумець — молодий помічник нотаріуса Леон Дюпюї, який теж страшенно нудьгує у провінції. Між Еммою і Леоном виникає платонічне кохання, але жоден з них не наважується відкритися. Шарль тим часом безмежно довіряє дружині, нічого не підозрює і починає товаришувати з хитрим і практичним аптекарем Оме. Невдовзі Леон від'їздить до Парижа.

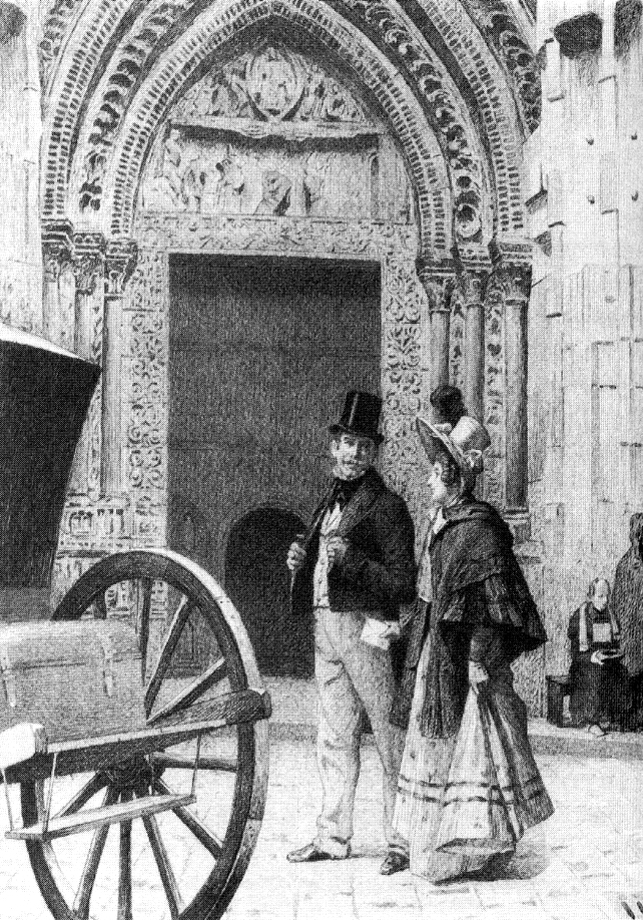
Емма та Леон під час побачення в Руанському соборі.

Самотня Емма Боварі впадає в око місцевому нежонатому бабію Родольфу Буланже. Той спритно закохує в себе знудьговану жінку. Кілька років пані Боварі вдається обманювати всіх: чоловіка, сусідів, служницю. Але зрештою Шарль стає для неї настільки осоружним, що вона мріє про остаточний розрив із ним. Емма планує втечу до Італії з Родольфом, до того ж не маючи виходу, змушена взяти у заплановану подорож і дочку. Однак досвідчений Родольф не з тих, хто жертвує особистими інтересами заради чергової спідниці. Він облудно кидає Емму в останню мить, коли та вже влізла в борги, щоби накупити подорожнього краму у шахраюватого торговця Лере.
Зрада провокує в жінки тяжку нервову хворобу, під час якої Шарль Боварі демонструє непересічну турботу про неї. Дуже повільно вона одужує, а під впливом подружньої любові навіть починає шкодувати про перелюб. Емма на деякий час занурюється у релігію, стає турботливою матусею, веде бездоганне життя. Однак прикрий випадок руйнує все. За порадою аптекаря Оме і за підтримки дружини Шарль Боварі наважується зробити принципово нову операцію на нозі сусідові-конюху Іполіту. «Виправлення стопи» завершується гангреною і ампутацією кінцівки. Шарль у цій ситуації виявляє себе абсолютно безпорадним на тлі досвідченіших лікарів, чим остаточно віднаджує від себе дружину. Пані Боварі занурюється у черговий цикл нудьги. Шарль умовляє її відвідати театр в Руані, де вона випадково зустрічається з Леоном. Хоча обоє вже забули один одного, але заради поверхової утіхи Леон та Емма вступають у позашлюбний зв'язок.

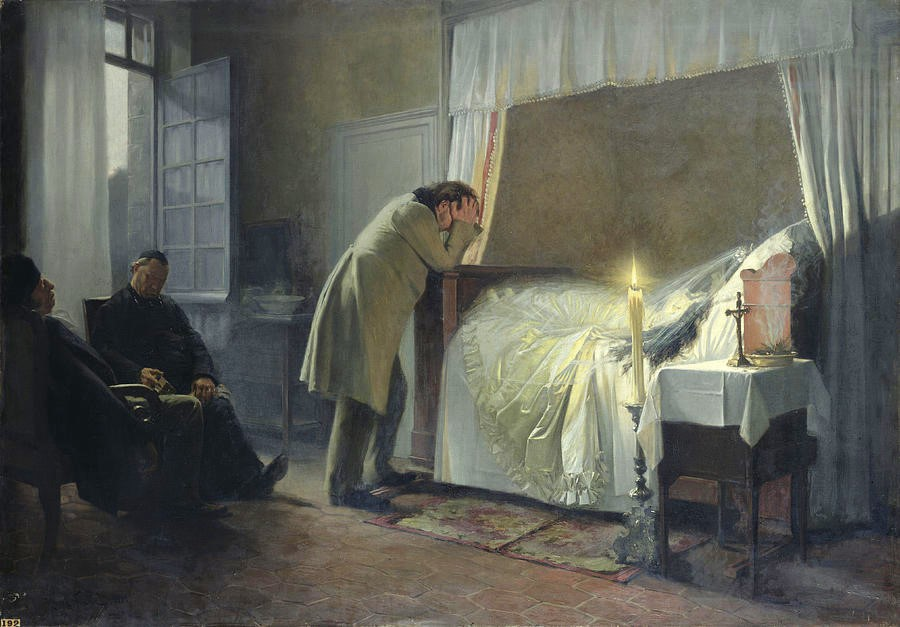
Шарль Боварі біля ліжка померлої дружини.

Тим часом фінансові справи за діяльної участі пані Боварі заходять у глухий кут. Навіть спадок після смерті свекра не може покрити всіх витрат і боргових зобов'язань. Поки Емма розважається щотижня в руанському готелі з Дюпюї, пан Лере вимагає через суд погашення векселів. Під час виїзду Шарля до пацієнта майно подружжя Боварі описують. Пані Боварі кидається по допомогу до всіх, кого знає. Леон пропонує поміч, але не виконує обіцянки. Емма згадує навіть про Родольфа, однак той теж не має грошей. У нападі відчаю пані Боварі заходить до будинку аптекаря, де наїдається миш'яку. За добу вона помирає в страшних і повільних муках на очах у все ще вірного їй Шарля.
Після її смерті сусіди відвертаються від збіднілого лікаря, служниця йде, Леон одружується з молодицею. Згорьований Шарль за кілька років знаходить любовні листи дружини до Родольфа, але вибачає коханцеві, невдовзі лікар помирає без жодних ознак хвороби. Єдине дитя, яке народилося в шлюбі, Берта, після смерті обох батьків була відправлена до своєї бабусі по батькові. Коли ж та померла, вона пішла жити до своєї тітки, яка змусила Берту працювати на бавовняній фабриці, аби заробити на життя.

## Персонажі
Емма Боварі — основна дійова особа роману та джерело його назви, хоча матір Шарля та його попередню дружину теж звали пані Боварі. У неї дуже романтичний погляд на життя, і вона прагне до краси, багатства, любовних почуттів та верхів суспільства. Основною рухомою силою твору є розбіжність між романтичними ідеалами Емми та реаліями її життя в провінції. Це приводить Емму до позашлюбного зв'язку з двома чоловіками, а також примушує її вдаватись до величезних боргів, через неспроможність сплати яких вона зрештою приходить до самогубства.
Емма досить освічена, але не прагне розвивати себе. Вона дуже багато уваги приділяє тому, як люди одягнені, але ніколи не дивиться на те, що знаходиться під зовнішністю. Як результат, вона легко захоплюється людьми, які вдають з себе більше, ніж вони є насправді. Емма не тільки полюбляє нещирих притвор, але і ненавидить тих, хто видає себе таким, яким є (мати Шарля, мадам Оме, пан Біне). Через те, що Емма живе в своєму світі фантазій, для неї не мають ніякої ваги погляди інших людей, за винятком коли вони можуть їй послужити. На балу вона переконана в тому, що її прийнято до верхніх прошарків суспільства, і тепер вона одна із них. Вона вважає, що буде запрошена на бал і наступного року. Насправді, господарі не передбачали повторних запросин.
Емма прагне крайностей в житті. Чим більше вона випробує, тим менше вона задоволена. Її апетит зростає до таких розмірів, що вона перестає цінувати маленькі радощі життя. Розпочавши з романів та часописів для жінок її соціального кола, вона переходить до жіночих часописів високої моди, які змушують Емму вдаватись до великих витрат. Наступний крок — романтична поезія, потім трагедії, і все закінчується порнографічними книжками, якими вона захоплюється між зустрічами з Леоном.
Після перегляду опери «Лючія ді Ламмермур», яка можливо є одною з найменш вірогідних та найбільш перебільшених історій кохання, Емма приймає за взірець вигаданий образ Лючії та переконується в тому, що найправильнішим у випадку несприятливих життєвих обставин є самогубство, до якого вона і вдається. Кожне окреме рішення Емми виглядає пристойним та розумним, якщо взяте окремо, проте всі її дії та рішення у цілому приводять до того, що Емма стає дійовою особою роману, яка мало кому приємна.
Шарль Боварі — чоловік Емми, людина дуже проста та звичайна. За фахом він лікар, але, як і в усьому іншому, не дуже добре володіє своїм ремеслом. В дійсності у нього немає достатньо кваліфікації, щоб називатись лікарем. Він лише «офіцер здоров'я». Шарль палко кохає свою дружину Емму та вважає, що вона бездоганна в усьому, хоча дійсність це заперечує.
Пан Оме — міський фармацевт. За покликанням він філософ і науковець, за поглядами — матеріаліст, войовничий атеїст, за вдачею — хитрун, пристосуванець, бездушний, пихатий, поверхово освічений і самовдоволений, що намагається знайти визнання, друкуючи заяложені репортажі в міській газеті, надсилаючи «наукові роботи» в академії, воюючи з жебраками. Хоча він був позбавлений змоги займатись медициною через відсутність ліцензії, Оме прагне показати, що він експерт в медицині. Тому він продовжує консультувати клієнтів у своїй аптеці. Через це йому не потрібен конкурент в особі Шарля. Оме стає «найкращим другом» Шарля, принаймні зовні. Водночас він кожен раз намагається підірвати його репутацію. Цим він керувався, коли наполягав на операції для чоловіка, заради того, щоб Шарль був змушений покинути місто.
Леон Дюпюї, подружившись з Еммою, коли вона переїхала до Йонвіля, виглядає як найкраща пара для неї. Він розділяє її романтичні погляди та її зневагу до повсякденного життя. Хоча спочатку стосунки дуже палкі, проте згодом таємність зникає. Леон розчаровується в Еммі, особливо тоді, коли залицяння та догоджання починають заважати його роботі. Коли вона вперше прийшла до нього на роботу, він приємно здивований та відразу залишає роботу з нею. Через деякий час його відсутність на робочому місці приводить до напружених відносин з співробітниками. Хтось надсилає його матері листа, в якому повідомляє про те, що її син має зв'язок з одруженою жінкою. Мати Леона наполягає на тому, щоб він розірвав свої стосунки з Еммою. Він так і робить, але неохоче. Коли Емма потрапляє у фінансову скруту, вона пробує переконати Леона вкрасти грошей у його наймача. Ось тоді Леон насправді стає дуже зляканим. Він відмовляється від своїх зобов'язань коханця та зникає з життя Емми.
Родольф Буланже — це багатий місцевий чоловік, який зваблює Емму, як ще один додаток до низки його коханок. Хоча спочатку Родольф захоплений Еммою, проте його почуття до неї несправжні. Коли Емма з часом попадає в дедалі складніше становище, Родольф втрачає зацікавленість до неї та нервує через те, що Емма позбулась обачності. З часом він закінчує свої стосунки з Еммою, але не раніше, ніж подія з листами та подарунками від попередніх коханок, всі з яких вимагають зрештою від Родольфа або кохання, або грошей.
Хоча почуття Родольфа до Емми вщухають, проте він не відмовляється від цінних подарунків, хоча він розуміє, що вона не може дозволити їх собі. Емма дарує Родольфові такі подарунки, які, на її думку, повинна була б подарувати коханка такого аристократа, як Віконт. У свою чергу Родольф дарує Еммі значно менш цінні подарунки, хоча його фінансовий стан набагато кращий, ніж у Емми. Приймаючи її подарунки, Родольф не вважає, що чимось зобо'язаний Еммі, хоча й усвідомлює, що Емма в такий спосіб збільшує свою заборгованість перед Лере.
Коли Емма благає Рудольфа допомогти їй на вершині її фінансової кризи, вона таким чином вдється до обміну «секс-на-гроші» з Родольфом, хоча напередодні вона відмовила в цьому пану Гійомену. В такий спосіб вона діє як найкорисливіша з коханок Родольфа. Через це Родольф не вважає за необхідне допомогти Еммі, хоча він міг це зробити та врятувати Емму від кредиторів.
Пан Лере — лицемірний та лукавий торговець, який постійно переконує Емму купувати крам в кредит та позичати у нього гроші. Він має репутацію агресивного кредитора в Йонвілі. Якби Емма чи Шарль поцікавились тим, хто є Лере, або прислухались до місцевих пересудів, то вони б дізналися про те, що Лере своїми діями вже зруйнував життя одному із мешканців міста. Єдиний друг, якому вони вірять, Оме, знає про віроломство Лере, проте він не бажає розповісти їм про це. Тому Емма та Шарль, не розповідаючи одне одному, вдаються до позичання грошей у Лере.

## Критика
«Пані Боварі» — велика за розміром реалістична розповідь, яка базується на реальній події. Всі другорядні місця дії в романі відповідають дійсній топографії околиць Руана. Основна локація Йонвіль — це, ймовірно, сучасний Єнвіль, який подібно до опису в романі знаходиться на березі річки і включає в себе старе абатство. Хоча основний сюжет твору досить простий, навіть архетиповий, проте справжня майстерність роману полягає в його деталях та прихованих стилях. Флобер був відомий як славнозвісний перфекціоніст щодо свого письма та завжди стверджував, що його мета — це знайти le mot juste, або відповідне чи слушне слово.
У 2007 році було проведено опитування 125 сучасних популярних авторів, результати якого наведені в книзі The Top Ten. Письменників просили назвати їхні улюблені твори. Роман «Пані Боварі» було названо другим після роману Льва Толстого «Анна Кареніна». «Пані Боварі» також обійняла 46-те місце в рейтингу 100 найкращих книг усіх часів журналу Ньюсвік.

## Видання українською
- Мадам Боварі: Побут провінції / Г. Флобер; пер. з фр.: М. Лукаш. — Київ: Худож. літ., 1955. — 321 с.
- Пані Боварі; Проста душа / пер. з фр. Миколи Лукаша та Михайла Гайдая — Харків: Фоліо, 2005. — 399 с.
- Гюстав Флобер. Пані Боварі. / пер. Ю. Максимейко — К.: #книголав, 2018. — 336 с.

## Екранізації
Серед найвідоміших екранізацій роману:
- Нещасливе кохання (1932) — американська адаптація Альберта Рея.
- Пані Боварі (1933) — французька екранізація Жана Ренуара.
- Пані Боварі (1937) — німецька екранізація режисера Герхарда Лампрехта.
- Пані Боварі (1947) — аргентинська екранізація Карлоса Шліпера.
- Пані Боварі (1949) — американська екранізація Вінсента Міннеллі.
- Пані Боварі (1964) — телеадаптація BBC.
- Пані Боварі (1969) — італійський фільм режисера Ганса Скотта-Шобінгера.
- Пані Боварі (1975) — серіал BBC, знітий за сценарієм 1964 року.
- Врятуй і збережи (1989) — фільм Олександра Сокурова.
- Пані Боварі (1991) — французька екранізація Клода Шаброля.
- Майя Мемсааб (1993) — індійська адаптація Кетана Мехта.
- Пані Боварі (2000) — британська екранізація Тіма Файвелла.
- Пані Боварі (2014) — американська екранізація Софі Бартес.
- Фільм Девіда Ліна «Дочка Райана» (1970) став вільною адаптацією історії, дія якої перенесена в Ірландію часів Великоднього повстання. Сценарій починався як звичайна адаптація «Пані Боварі», але Лін переконав письменника Роберта Болта змінити локацію.